# Belvosia bifasciata
Belvosia bifasciata is een vliegensoort uit de familie van de sluipvliegen (Tachinidae). De wetenschappelijke naam van de soort is voor het eerst geldig gepubliceerd in 1775 door Johann Christian Fabricius als Musca bifasciata.  Jean-Baptiste Robineau-Desvoidy nam de soort in 1830 op in het nieuwe geslacht Latreillia (waarvan de naam later veranderd is naar Belvosia).